# 馬庫斯·費什

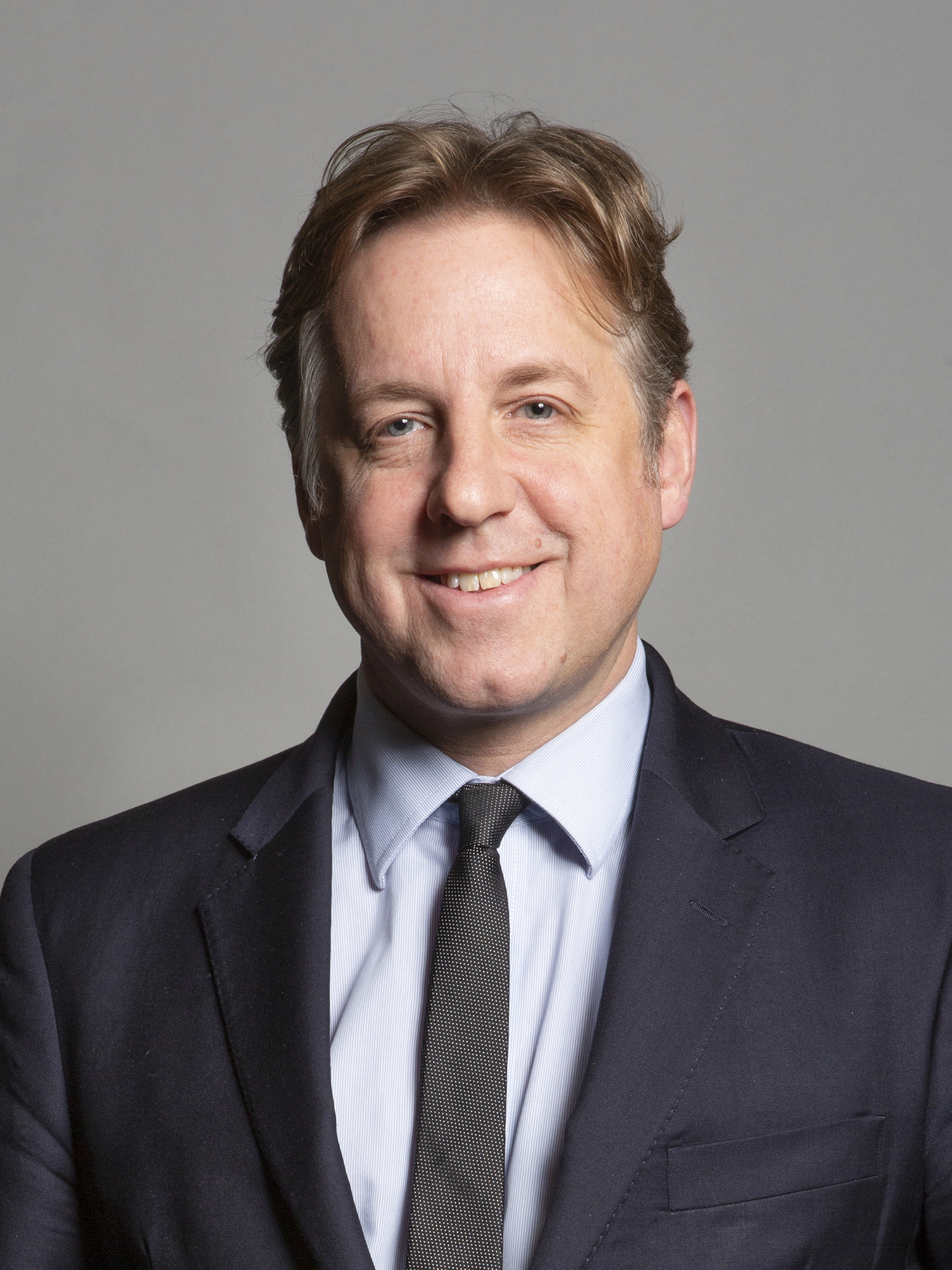

馬庫斯·費什（英語：Marcus Fysh，1970年11月8日—）是一位英格蘭政治人物，他的黨籍是保守黨。自2015年開始，他擔任約維爾選區選出的英國下議院議員。2019年7月，他獲委任為貿易委員會副主席。